# San Remigio
San Remigio (Bayan ng San Remigio) är en kommun i Filippinerna. Kommunen tillhör provinsen Cebu och ligger på ön med samma namn. Folkmängden uppgår till 44 028 invånare.

## Barangayer
San Remigio är indelat i 27 barangayer.
| - Anapog - Argawanon - Bagtic - Bancasan - Batad - Bus-ogon - Calambua - Canagahan - Dapdap - Gawaygaway - Hagnaya - Kayam - Kinawahan - Lambusan | - Lawis - Libaong - Looc - Luyang - Maño - Poblacion - Punta - Sab-a - San Miguel - Tacup - Tambongon - To-ong - Victoria |